# 關山火力發電廠
關山火力發電廠為一座位於臺灣臺東縣關山鎮的小型火力發電廠，原由台灣電力公司所有，目前該發電廠已停止運轉發電。

## 沿革

### 日治時期
關山火力發電廠最初於日治時期，由東台灣電力株式會社在1941年7月所興建。當時發電廠內僅安裝一部裝置容量30KW的發電機組。
1943年，關山火力發電所停止商轉發電。停機後的發電機組則移到海岸山脈另一側的新港火力發電所（今成功火力發電廠）繼續使用。
1944年8月東台灣電力株式會社併入到台灣電力株式會社中，關山火力發電所雖已停止運轉，但也一併納入到台灣電力株式會社旗下管理。

### 戰後時期
1945年8月，第二次世界大戰結束後。同年10月，國民政府接管臺灣，並成立臺灣電力監理委員會進行臺灣各地在日治時期所遺留之發電設備的修復與接收作業。後再成立台灣電力公司進行臺灣地區的發電與供變電業務。而當時台電公司在臺東成立東部辦事處臺東分處，1947年再改名為台灣電力公司東部管理處台東分處。由於臺東地區因地處偏遠，尚處於獨立發電與供電系統，因此台電公司在臺東率續進行臺東各鄉鎮的電源開發作業。
其中，關山火力發電所在由台灣電力公司接手後在1953年2月進行增建工程，在發電廠內新增一部裝置容量115KW的發電機組。
1959年2月以後，關山火力發電廠內共裝設兩部發電機組，總裝置容量來到170KW。
然而，臺東地區的用電負荷仍持續增加，台灣電力公司總管理處，為因應業務發展需求，因此開始推動興建花東輸電線路。整體輸電線路工程於1962年間架設完成，使原本屬於獨立發電系統的臺東地區能夠正式併入到台電公司全臺的整體電力系統中供電。自此臺東地區供電更加充裕，也因此後續包含關山火力發電廠在內的台東火力、成功火力以及關山水力等地區性小型發電廠陸續停機並裁撤。

## 設備

### 發電機組
| 名稱  | 發電機組類型             | 原動機           | 機組數量 | 發電燃料 | 裝置容量（kW） | 商轉年代 | 狀態   |
| ----- | ------------------------ | ---------------- | -------- | -------- | -------------- | -------- | ------ |
| 1號機 | 日本西芝公司製柴油發電機 | 日本大發工業製   | 1        | 柴油     | 104KW          |          | 已拆除 |
| 2號機 | Conz公司製柴油發電機     | 德国曼海姆能源製 | 1        | 柴油     | 66KW           |          | 已拆除 |

## 資料來源
1. 1 2 3  林炳炎. . 臺北市: 自刊. 1997年: 273. ISBN 957-97197-7-2.
2. ↑  林炳炎. . 2009-04-20  [2016-04-10]. （原始内容存档于2019-06-22） （中文（臺灣））.
3. ↑  徐谷. . 臺北市: 中興工程研究發展基金會. 2005年. ISBN 9868123402.
4. ↑  . 中央研究院.   [2016-04-10]. （原始内容存档于2020-02-20） （中文（臺灣））.
5. 1 2 3  陳珈宏. . 國家發展委員會檔案管理局.   [2016-04-10]. （原始内容存档于2016-09-15） （中文（臺灣））.
6. 1 2 3 4 5 6  . 台灣電力公司台東區營業處.   [2016-04-10]. （原始内容存档于2015-02-08） （中文（臺灣））.
7. 1 2 3 4 5 6 7  . 臺北市: 台灣電力公司. 1959年: 146.